# حيث ينتهي الرصيف
حيث ينتهي الرصيف، هي مجموعة شعرية للأطفال عام 1974 كتبها ورسمها شيل سيلفرشتاين. تم نشره بواسطة هاربر ورو للنشر. تتناول قصائد الكتاب العديد من اهتمامات الطفولة الشائعة وتقدم أيضًا قصصًا خيالية بحتة وصورًا ملهمة للخيال. استنادًا إلى استطلاع على الإنترنت تم إجراؤه عام 2007، أدرجت الجمعية الوطنية للتعليم الكتاب ضمن «أفضل 100 كتاب للأطفال» للمعلمين. مثير للجدل بسبب الألفاظ النابية والموضوع، تم حظر الكتاب في العديد من المكتبات والمدارس. 
ظهرت نسخة الذكرى الثلاثين للكتاب في عام 2004، كما يتوفر إصداران صوتيان (1983 و 2000)
تحتوي المجموعة على سلسلة من القصائد، بما في ذلك قصيدة العنوان «حيث ينتهي الرصيف»، بالإضافة إلى الرسوم التوضيحية. أهدى المؤلف هذا الكتاب «من أجل أورسولا» ويشكر أورسولا نوردستروم وباربرا بوراك وكاديجا كوبر ودوروثي هاجن وبيري غرينوالد وغلوريا بريسلر وبيل كول.
في عام 2004، تم نشر طبعة خاصة بمناسبة الذكرى الثلاثين، تضمنت 12 قصيدة جديدة. تم العثور على العناوين التالية فقط في إصدار الذكرى الثلاثين:
- الحقيقة حول السلاحف
- وجه الفتاة!
- أغنية السيد Grumpledump ل
- فرس النهر عارية
- من هو أطول؟
- الوحوش
- رفع الأثقال
- لا تقل لي
- دورة عشر س
- المهرج غير المضحك
- فتح - إغلاق
- غوريلا

## طبعات الصوت
صدرت النسخة الصوتية من الكتاب في الأصل كألبوم في عام 1983، وفازت بجائزة جرامي 1984 لأفضل تسجيل للأطفال. تم تلاوة المجموعة وغنائها وصياحها بواسطة شيل سيلفرشتاين نفسه وإنتاجها رون هافكين. تم إصداره في سجلات كولومبيا / سي بي إس، وقام أيضًا بأدائه في حفل توزيع جوائز جرامي لعام 1984.
يمكن سماع القصائد التالية في الألبوم:
الجانب ل
- رسالة دعوة
- ثمانية عشر نكهة
- ميليندا ماي
- مرض
- Ickle Me، Pickle Me، Tickle Me أيضًا
- ادخل هذا البيت المهجور
- جيمي جيت وجهاز التلفزيون الخاص به
- للبيع
- تحذير
- يبيوك
- وجع أسنان التمساح
- قول الحجر
- روز سخيف
- أفعى المضيقة
- شطيرة زبدة الفول السوداني
- استمع إلى لازم
- لن أفقس

- عناق الحرب
- ذكي
- المزارع والملكة
- من بقي
- لا فرق
- خنزير بري
- الإبهام
- لن تأخذ سارة سينثيا سيلفيا ستاوت القمامة - ترفض فتاة صغيرة إخراج القمامة من منزلها، وسرعان ما تتراكم كثيرًا، ويبقى الجميع بعيدًا عن منزلها. بحلول الوقت الذي قررت فيه القيام بذلك، يكون قد فات الأوان بالفعل، وينتهي بها الأمر بمقابلة مصير رهيب لا تستطيع شيل تذكره (يعني ضمنيًا أنها إما استهلكت بالقمامة أو اختنقت برائحتها).
- هوايتي
- سريع البديهة
- أنا - يخنة
- القبطان هوك
- بفمه مليء بالطعام
- اكليل الطيران
- السمكة الفضية
- الجنرالات
- الأسوأ
- مروع
- لحيتي

- المنتج والمخرج: رون هافكين، كيث كوزارت
- المهندس: جي بي وداني موندينك وأوليفر ماسياروت
- إتقان: ديني بورسيل

تم التسجيل في تسجيل رصاصة، ناشفيل، شرائط فارغة، نيويورك، وفي استوديو د في المعايير تسجيل في ميامي، فلوريدا.

### ألبوم الذكرى الخامسة والعشرين
في عام 2000، أعيد إصدار الألبوم على شريط كاسيت وقرص مضغوط للاحتفال بالذكرى الخامسة والعشرين للكتاب. هذه المجموعة محمية بحقوق النشر 1984 و 2000 لشركة Sony Music Entertainment Inc. قام شيل سيلفرشتاين بتلاوة المجموعة وغنائها وصياحها مرة أخرى.
يحتوي إصدار الذكرى السنوية الخامسة والعشرين أيضًا على 11 مسارًا لم يتم إصدارها سابقًا تم انتقاؤها من الأشرطة الأصلية. وهم على النحو التالي:
- المحرك الأزرق الصغير
- إذا كان لدي Brontosaurus
- بوصة واحدة
- فتى طويل الشعر
- تمطر
- قصة حقيقية
- مونجري جائع
- الدائمة
- إذا كان العالم مجنونًا
- هيكتور الجامع
- معكرونة